# Jessica-Sarah Thoma
Pour les articles homonymes, voir Thoma.
Jessica-Sarah Thoma (née le 2 janvier 1996 à Mannheim) est une chanteuse allemande.

## Biographie
À l'âge de six ans, Jessica Sarah Thoma fait les premiers pas sur scène, au concours Happy Family en 2003, soutenu par Radio Regenbogen. Elle remporte ensuite la deuxième place du Grand Prix de schlager à Chemnitz en 2006 et la première place du Bundesfinale Talente 2006 à Deggendorf.
Elle sort son premier single Anna en 2009 puis Immer, wenn das kleine Glockchen klingt à dix ans. En 2008, elle donne une prestation aux États-Unis à l'occasion du Oktoberfest au casino Trump Taj Mahal à Atlantic City. Au printemps 2009, Thoma sort son premier album Tanz und Sing mit. En 2010, elle fait une tournée aux États-Unis et au Canada.
Thoma obtient l'abitur à dix-sept ans au Moll-Gymnasium à Mannheim puis commence des études de droit à Francfort-sur-le-Main. Elle continue cependant sa carrière musicale.
Elle apparaît à la télévision comme en 2005 sur Goldstar TV, dans Immer wieder sonntags sur ARD ou Deutschland sucht den Superstar.
Après une pause de deux ans, Jessica-Sarah Thoma revient début 2015 et remporte avec Marlen Billii une récompense au Schlagermove.
Fin 2015, elle signe un contrat avec Lacave-Records et publie les singles Ein brennend heißes Feuerwerk et Süßes Gift.

## Discographie
Singles
- 2008 : Anna (CRI-LEX Records)
- 2010 : Immer wenn das kleine Glöckchen klingt (CRI-LEX Records)
- 2015 : Ein brennend heißes Feuerwerk (Lacave-Records)
- 2015 : Süßes Gift (Lacave-Records)

Album
- 2009 : Tanz und sing mit (Ritt Sound DL 301387)

## Source de la traduction
- (de) Cet article est partiellement ou en totalité issu de l’article de Wikipédia en allemand intitulé « Jessica-Sarah Thoma » (voir la liste des auteurs).